# Маслозеро (деревня)
Ма́слозеро (карел. Voijärvi) — деревня в составе Паданского сельского поселения Медвежьегорского района Республики Карелия Российской Федерации.

## Общие сведения
Расположена в устье реки Гардюс и  на берегу северного залива Маслозера, именуемого Железной Губой. Название связано с залежами никелевых руд, которые создают локальную магнитную аномалию. Благодаря этим залежам вода озера очень сильно ионизирована и удивительно прозрачна. Именно из-за этого озеро и получило своё название — масляное озеро или по-фински Vojjarvi.

## Население
| 2002 | 2009 | 2010 | 2013 |
| ---- | ---- | ---- | ---- |
| 352  | ↘291 | ↘207 | ↘176 |

Основную часть населения деревни составляют карелы (35 %) и русские (34 %, 2002 год).

## Улицы
- ул. Гористая
- ул. Озёрная
- ул. Октябрьская
- ул. Речная
- ул. Центральная
- ул. Школьная

## Галерея

Деревня Маслозеро
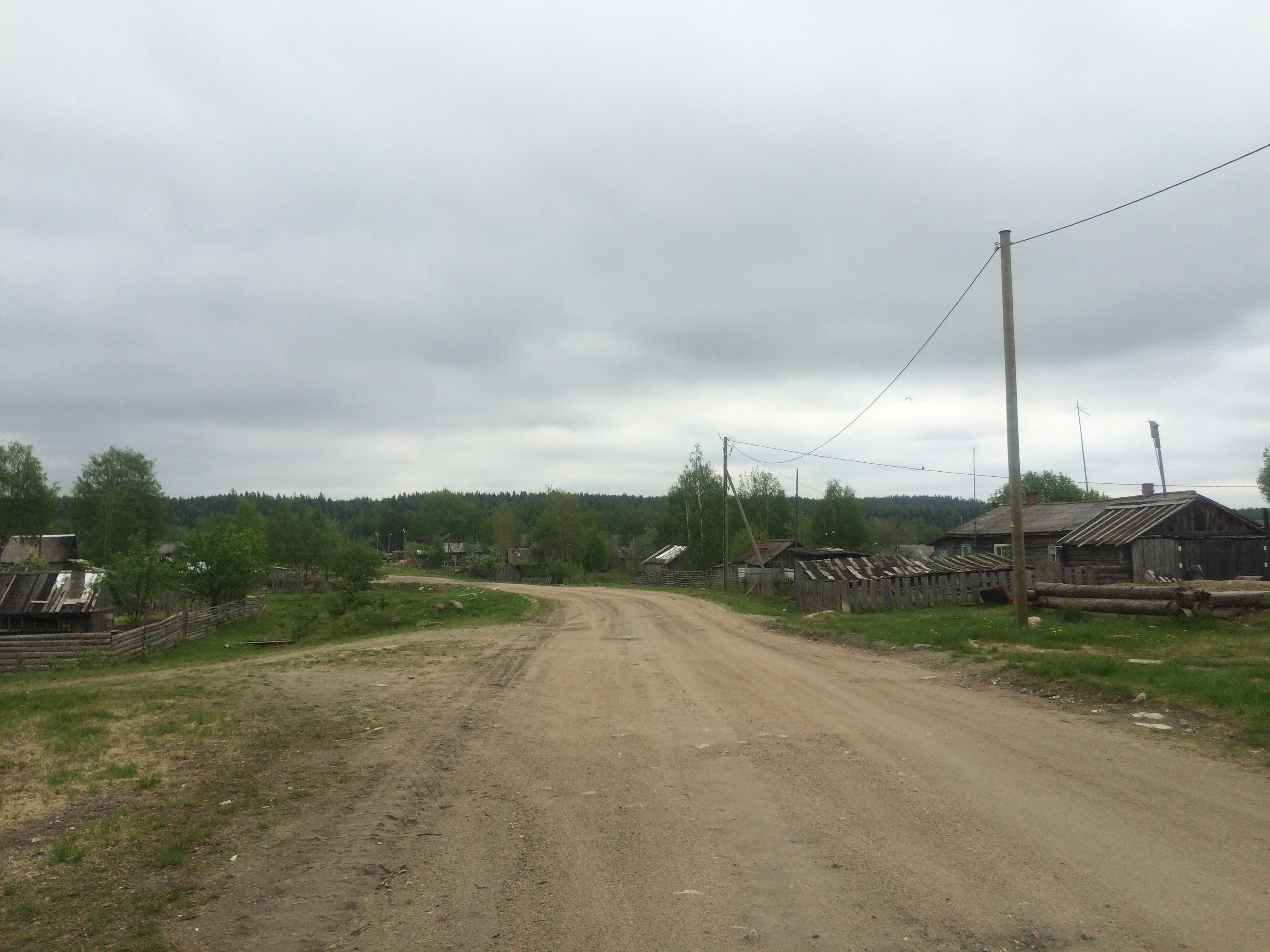
Дорога 86К-165
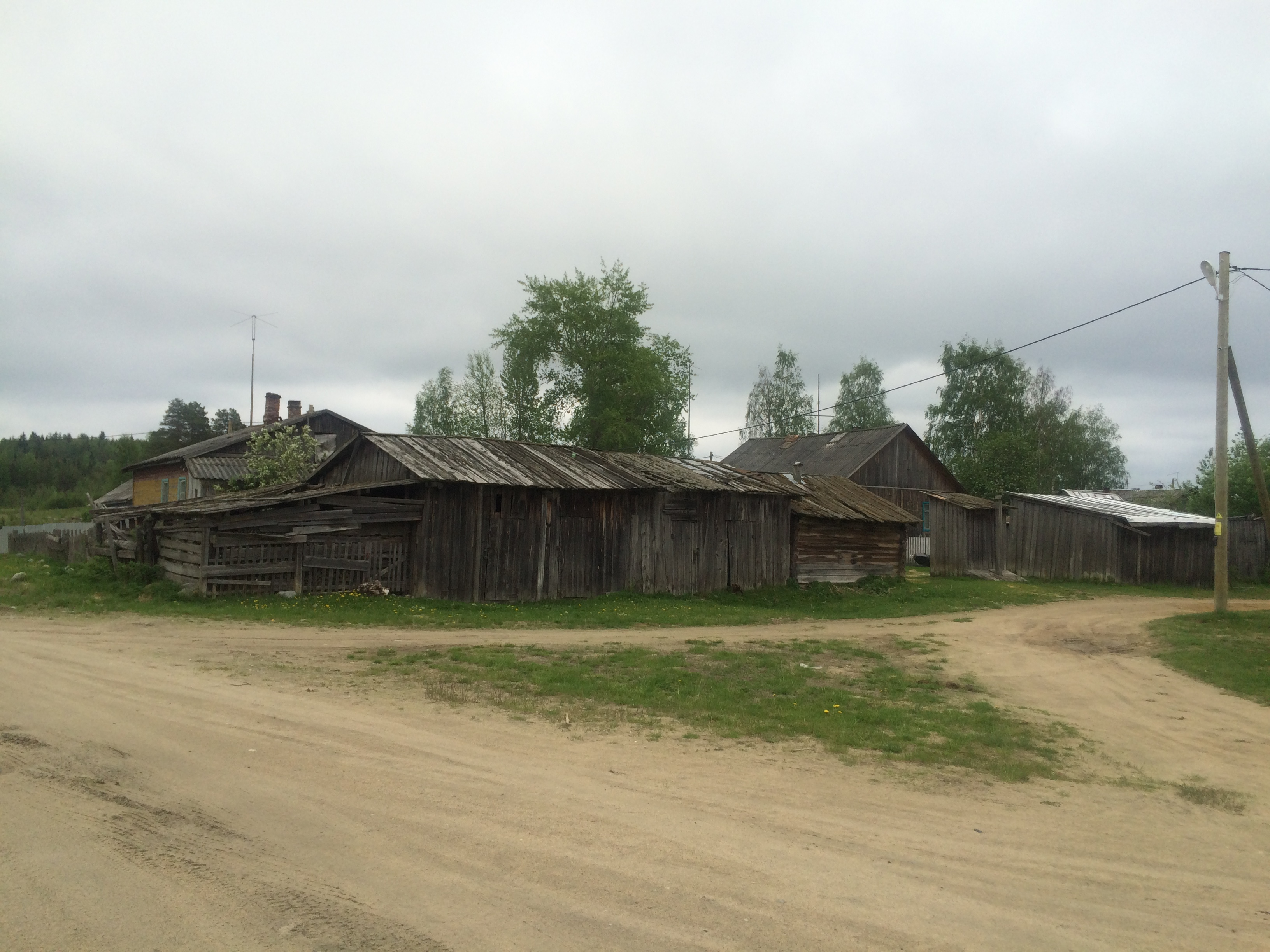
Жилые дома